# Lotustemplet

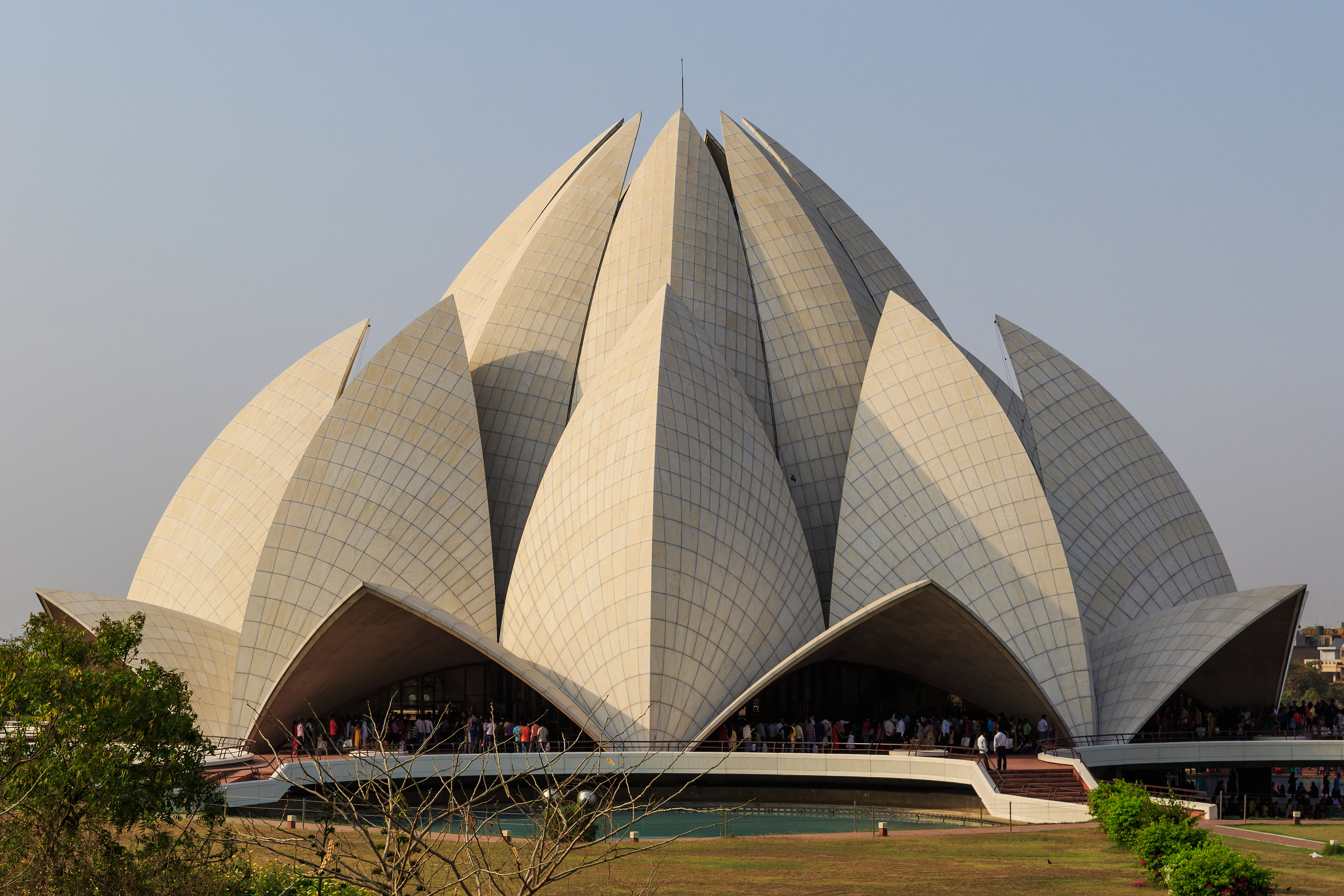
Lotustemplet i Delhi.

Bahá'ís tillbedjans hus i Delhi (engelska: Bahá'í House of Worship; från arabiskan Mashriqu'l-Adhkár) eller Lotustemplet är ett tempel uppfört i vit marmor i form av en lotusblomma. Det ligger vid gatan Lotus Temple Road i den norra delen av Kalkaji, cirka 10 kilometer syd-sydost om Connaught Place, i den indiska huvudstaden. Det byggdes mellan 1980 och 1986 och dess arkitekt är Fariborz Sahba.

## Bakgrund
Nio vägar, nio trädgårdar, nio fontäner, alltid nio symboliserar tillbedjans hus, och alla bahá'ítempel har nio ingångar, en för varje av de stora världsreligionerna, så även Lotustemplet i Delhi. Templet har vunnit flera internationella priser för design och arkitektur.

## Lotus som symbol
Lotusblomman symboliserar Guds manifestation, och även renhet, mjukhet eller ömhet. Dess betydelse är djupt rotad i sinnet och hjärtan hos den indiska befolkningen. I det episka poemet Mahabharata, är skaparen Brahma beskriven som sprungen ut från lotus som växt fram från Vishnus navel under en meditation.

## För besökare
Varje dag besöker omkring 12 000 personer templet. Maximalt har det varit 150 000 på en helgdag.